# Прямі податки
Прямі податки — податки, що стягуються державою безпосередньо з доходів або майна платника податків. Історично є найбільш ранньою формою оподатковування.
Прямі податки поділяються на:
- реальні (майнові), якими обкладаються продаж, покупка або володіння майном;
- особові.

## Особливості в Україні
Прямими податками в Україні є податки на доходи фізичних осіб, на нерухомість, а також податки на прибутки, отримані у вигляді відсотків, у тому числі податки на доходи від користування позиками, орендної плати, роялті та всіх інших видів прибутків.